# Xavier Galezowski
Xavier Galezowski (Lipowice, Polònia, 1832 – París, 1907) fou un oftalmòleg franco-polonès, qui va ser un dels primers practicants clínics de la seva especialitat.

## Educació
Galezowski va néixer a Lipowice, Polònia. Va obtenir el títol en medicina de la Universitat de Sant Petersburg en 1858 on va rebre una medalla d'or per la seva tesi sobre l'oftalmoscopi. Fugint de la repressió de l'Imperi Rus sobre el seu país, va marxar a París amb el seu oncle Séverin Galezowski (1801-1878). Allí va estudiar oftalmologia amb Louis-Auguste Desmarres de 1859 a 1864 i va obtenir un nou doctorat en medicina a la Facultat de Medicina de París en 1865 amb una tesi sobre la malaltia cerebral i del nervi òptic.

## Carrera
Galezowski va obrir la seva clínica oftalmològica privada a París el 1867. Com un dels primers metges privats de la seva especialitat, i a causa de la seva habilitat, la reputació pública de Gazelowski va créixer i la seva clínica tractava una mitjana de 8.800 pacients per any. Galezowski va fundar el Journal d'Ophtalmologie (més tard Recueil d'Ophtalmologie) en 1872, la primera revista francesa especialitzada en oftalmologia. Entre els seus pacients hi havia Paul Lafargue, qui parlà del treball de Galezowski en termes elogiosos en una carta a Friedrich Engels, qui també va sofrir de problemes dels conductes lacrimals, datada el 28 de juliol de 1887.
Galezowski també va ser guardonat amb la Legió d'Honor per al servei de la guerra francoprussiana. Va tenir com a alumne l'oftalmòleg català Josep Antoni Barraquer i Roviralta.

## Obres
- Étude ophtalmoscopique sur les altérations du nerf optique et sur les maladies cérébrales dont elles dépendent, Éditions L. Leclerc, Paris : 1865
- Les altérations de la rétine et de la choroïde dans la diathèse tuberculeuse. Pairs : 1867
- Du diagnostic des maladies des yeux par la chromatoscopie rétinienne, précédé d'une étude sur les lois physiques et physiologiques des couleurs, Éditions J.-B. Baillière et fils, Libraire de l'Academie impériale de médecine, 1868.
- Diagnostic et traitement des affections oculaires, Éditions J.-B. Baillière, Paris : 1886.

Va editar nombrosos tractats i informes: 
- Traité de maladies des yeux. 1872.
- Échelles typographiques et chromatiques pour l'examen de l'acuité visuelle. 1874.
- Traité iconographique d'ophtalmoscopie. 1876.
- Leçons cliniques d'ophtalmologie. Paris, Félix Alcan, 1902.